# 警察講習所
警察講習所（けいさつこうしゅうじょ）は、戦前の日本における警察幹部養成機関。現在の警察大学校に相当する機関である。
警察講習所開校以前に存在していた「警官練習所」や「警察監獄学校」や「警察官練習所」、また後身の「中央警察学校」や「地方警察学校」についても本項で扱うこととする。

## 概要

### 警官練習所
1885年（明治18年）、当時の内務卿山縣有朋の建議によって赤坂区葵町三番地に開校された。当時は条約改正が急務であり、近代警察制度の確立が強く求められていた。それに対応するための警察幹部養成機関として設けられたのである。ドイツの警察を模範とし、ドイツからウィルヘルム・ヘーンを招聘して、講義にあたらせた。井土霊山および後藤新平がそれぞれ属官（明治19年より）と教官（明治21年より）として勤務した。
しかし、1889年（明治22年）に財政上の都合で廃止された。この間、552人の卒業生を出した。

### 警察監獄学校
1899年（明治32年）に開校した。この年に条約改正がなり、領事裁判権が撤廃され、外国人の内地雑居が認められた。これによって警察事務の複雑化が懸念されたために設けられた。当時の内務省は矯正も所管していたため、刑務官も警察官と一緒に教育を受けた。矯正事務は1900年（明治33年）に司法省に移管されたが、従来通り刑務官の入校を認めている。
1899年9月4日、内務省構内仮事務所から東京市麹町区外桜田町1番地（東京地方裁判所前）に移転した。
1904年（明治37年）、日露戦争の戦費増大による財政悪化のために廃止となった。この間、1068人の卒業生を出した。

### 警察官練習所
1909年（明治42年）に、当時はまだ任意団体だった警察協会附属の学校として開校した。警察関係者は幹部教育の必要性を痛感していたが、財政悪化の折に国費を要する学校の設立が難しかったことから、警察官の私設団体である警察協会が運営する学校という形態を採った。
以降、1918年（大正7年）に、国立の「警察講習所」が開校するまでの約10年間に1664人の卒業生を出した。

### 警察講習所
1918年（大正7年）に、旧警察官練習所を継承する形で開校した。関東大震災で校舎が焼失してしまったが、1927年（昭和2年）に新校舎を建設した。警察官や消防官の幹部教育を主任務とし、国内の警察官のみならず、満州国や中華民国の警察官も留学させて教育を行った。1936年（昭和11年）に学生寮を建設して、全寮制を実施した。
1946年（昭和21年）、「中央警察学校」に改称された。この間、各科合計1万人以上の卒業生を出した。

### 中央警察学校・地方警察学校
1946年（昭和21年）に「警察講習所」から「中央警察学校」に改称されて開校した。主に警部（4か月間）や警部補（1年間）の幹部教育を実施した。1948年（昭和23年）の旧警察法の施行に伴い「警察大学校」に改称された。
また、地方には巡査部長などの中堅幹部の教育機関として新たに「地方警察学校」が設けられた。1948年（昭和23年）の旧警察法の施行に伴い「管区警察学校」に改称された。